# Слёзы солнца
«Слёзы солнца» (англ. Tears of the Sun) — американский боевик, военный фильм 2003 года режиссёра Антуана Фукуа. Главные роли исполнили Брюс Уиллис, Моника Беллуччи, Коул Хаузер, Джонни Месснер и Имонн Уокер.

## Сюжет
Вследствие военного переворота в Нигерии, сопровождающегося многочисленными жертвами среди мирного населения, правительство США вынуждено эвакуировать иностранных граждан из зоны конфликта. Разведывательно-диверсионный отряд специального назначения Военно-морских сил США в очередной раз исполняет волю руководства — посол США в Нигерии переправлен на борт авианосца «Гарри С. Трумэн», курсирующего вблизи побережья Африки. Сразу же поступает новое задание: разыскать и спасти Лену Кендрикс — гражданку США, врача гуманитарной миссии в сердце охваченных войной джунглей. Операция проходит успешно, но в ходе эвакуации бойцы группы становятся свидетелями жестокости повстанцев по отношению к местному населению, представляющему иные племена. Лейтенант А. К. Уотерс (Брюс Уиллис), вопреки приказу командования, отвергает первоначальный план операции, чтобы провести группу беженцев до безопасной границы с Камеруном. Однако за беженцами охотятся нигерийские военные: именно в этой группе беженцев находится единственный оставшийся в живых сын свергнутого президента страны. В итоге Уотерсу удаётся добраться до Камеруна, выполнив приказ, но цена оказывается слишком высокой.[уточнить]

## В ролях
| Актёр           | Роль                              |
| --------------- | --------------------------------- |
| Брюс Уиллис     | лейтенант А. К. Уотерс            |
| Моника Беллуччи | врач-волонтер Лена Фьори Кендрикс |
| Имонн Уокер     | Эллис «Зи» Петтигрю               |
| Коул Хаузер     | Джеймс «Рэд» Эткинс               |
| Джонни Месснер  | Келли Лэйк                        |
| Ник Чинланд     | Майкл «Сло» Словенски             |
| Чарльз Ингрэм   | Димитриус «Шёлк» Оуэнс            |
| Пол Фрэнсис     | Дэниэл «Док» Келли                |
| Чад Смит        | Джейсон «Блоха» Мэйбри            |
| Том Скерритт    | капитан Билл Роудс                |
| Сэмми Ротиби    | Артур Азука                       |
| Бенджамин Оченг | полковник Эмануэль Окези          |
| Малик Боуэнс    | полковник Идрис Садик             |
| Питер Менса     | Тервази                           |

## Производство
Гарри Хамфрис, бывший морской котик США, был техническим консультантом фильма и ранее консультировал создателей фильма «Падение Черного ястреба». Часть сцен снималась на борту действующего авианосца USS Harry S. Truman , в 60 милях (97 км) к востоку от мыса Хаттерас в Атлантическом океане. Военно-морской флот неоднократно поворачивал авианосец, чтобы у режиссёра получались более удачные кадры. Сюжет «Слёзы солнца» основана на миссии канадского спецназа JTF2, которая проходила в Колумбии. Бывший член коммандос написал оригинальную историю и предложил её продюсерам, когда встретился с производственной группой «Приказано уничтожить» (1996) на съёмочной площадке в Неваде.
Режиссёр Антуан Фукуа впоследствии заявлял, что он и Брюс Уиллис не ладили друг с другом и часто спорили во время съёмок фильма. 

## Критика
Роджер Эберт оценил фильм на три звезды из четырёх, похвалив актёрскую игру Уиллиса и операторскую работу, однако отметил, что фильм мог выйти лучше с более грамотным сценарием.
В свою очередь, Тодд Маккарти из издания Variety раскритиковал образ «технологически усовершенствованных янки, шагающих, словно великодушные великаны, среди беспомощных жертв третьего мира».